# Joseph Mlola
Joseph Mlola ALCP/OSS (ur. 9 stycznia 1966 w Mashati Rombo) – tanzański duchowny katolicki, biskup diecezjalny Kigomy od 2014.

## Życiorys
Święcenia kapłańskie otrzymał 12 lipca 1997 jako członek Stowarzyszenia Życia Apostolskiego Dzieło Ducha Świętego. Pracował głównie jako wicerektor i rektor tanzańskich seminariów duchownych.
10 lipca 2014 papież Franciszek mianował go biskupem diecezjalnym Kigomy. Sakry udzielił mu 26 października 2014 metropolita Tabory - arcybiskup Paul Ruzoka.